# Флавий Антиохиан
Флавий Антиохиан (лат. Flavius Antiochianus) — римский политический деятель и сенатор второй половины III века.

## Биография
Предположительно, его отцом мог быть префект претория эпохи правления Гелиогабала Флавий Антиохиан. Известно, что он был консулом-суффектом, но год консульства не известен. В 269—270 годах он находился на посту префекта города Рима. В 270 году Антиохиан занимал должность ординарного консула вместе с Вирием Орфитом. В 272 году он стал во второй раз префектом Рима. Возможно, именно по его инициативе были построены Антиохиановы бани в Риме.
Антиохиан был женат на Помпонии Уммидии. В их браке родилось несколько детей.